# Taepyeong-dong, Seongnam
Taepyeong-dong (koreanska: 태평동) är en stadsdel i staden Seongnam i provinsen Gyeonggi strax söder om huvudstaden Seoul. Den ligger i stadsdistriktet Sujeong-gu.

## Indelning
Administrativt är Taepyeong-dong indelat i:
| Namn    | Namn                  | Yta km² | Invånare 31 dec 2020 |
| ------- | --------------------- | ------- | -------------------- |
| 태평1동 | Taepyeong 1(il)-dong  | 1,42    | 17 168               |
| 태평2동 | Taepyeong 2(i)-dong   | 0,47    | 16 026               |
| 태평3동 | Taepyeong 3(sam)-dong | 0,34    | 14 473               |
| 태평4동 | Taepyeong 4(sa)-dong  | 0,37    | 13 661               |